# Umm al-Qaiwain
Umm al-Qaiwain (în arabă أم القيوين) este un oraș din Emiratele Arabe Unite, capitala emiratului Umm Al-Qaiwain. Este situat în Golful Persic.
Cu puțin peste 34.000 de locuitori, Umm Al-Qaiwain este cea mai mică dintre cele șapte capitale ale emiratelor din federație.